# Achimenes woodii
Achimenes woodii är en tvåhjärtbladig växtart som beskrevs av Conrad Vernon Morton. Achimenes woodii ingår i släktet Achimenes och familjen Gesneriaceae. Inga underarter finns listade i Catalogue of Life.